# Bernd Brecht

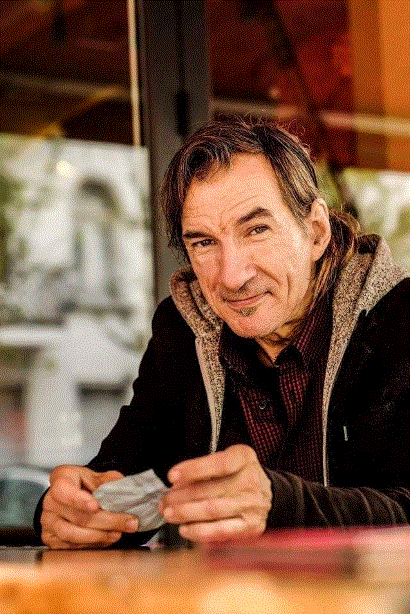
Bernd Brecht, 2016

Bernd Brecht (* 18. März 1956 in Berlin-Buckow) ist ein deutscher Performancekünstler, Musiker, Komponist, Schauspieler und Autor.

## Leben
Nach dem Abitur arbeitete er von 1971 an als Friedhofsgärtner, Briefträger, Hausmeister, Bühnenarbeiter, Kleindarsteller, Musiker und in der Altenbetreuung. Von 1977 bis 1982 studierte er im Abendstudium in Weimar und Leipzig Schauspiel und Musik. Neben seiner Ausbildung war er Frontmann verschiedenster Bands u. a. Notschalter.
Ab 1981/1982 arbeitete er als freiberuflicher Schauspieler, Musiker und freier Autor in Altenburg, Schwerin, Plauen, Karl-Marx-Stadt (heute Chemnitz), Weimar, Meiningen, Berlin und vielen anderen deutschen Städten. Von 1989 an lebte er einige Zeit in Gent, Madrid und in New York. Während seiner Zeit in den Vereinigten Staaten inspirierte ihn vor allem das Werk von Charles Bukowski, wodurch Gedichte und das Hörspiel Eine verregnete Weibergeschichte entstanden. In der dortigen Szene sang und spielte er in verschiedensten Stücken und war gefragter Gastsänger angesagter Undergroundbands wie Fish & Pain.
1995 kehrte er wieder nach Berlin zurück. Hier kam es zur Begegnung mit dem Berliner Künstler Stephan Dialer (geb.1965). 1996 spielte Bernd Brecht im Franz-Club Berlin die erste CD Freiheit 1 ein.
Mit den Feierlichkeiten zum 100. Geburtstag von Bertolt Brecht im März 1998 kam es zu den bis dahin radikalsten Inszenierungen Bernd Brechts, darunter die Feuer-Performance am Bertolt Brecht Denkmal am Berliner Ensemble sowie das Programm mit XUR (dem „Latexkönig Deutschlands“) und der Performance Ankettung an die tote Geschichte oder Die Brechts in Rot zum 35. Theatertreffen auf.
1999 kam es zur Realisierung der 2. CD, Freiheit 2.
74 Tage lang während des Kosovokriegs war er regelmäßig am Brecht Denkmal mit seiner Mahnperformance Ein Mensch gegen den Krieg zu hören und zu sehen.
Seitdem arbeitet er bis heute weiter als Broken-Art-Künstler auf Musik-Performance-Festivals, Events, Konzert- und Theaterbühnen, in Filmen national und international. Er lebt in Breslau in Polen.

## Publikation
- mit Stephan Dialer: Der feurige Brecht. ISBN 978-3-7375-1541-2

## Diskografie
- 1993: Revolution im Bauch
- 1996: Freiheit 1 Carmen hat die Schuhe zertanzt
- 1999: Freiheit 2
- 2007: Walk On 1 10 Gebote
- 2009: Rad man Dark
- 2012: Narren in glänzenden Stoffen
- 2016: History
- 2018–19: Swim to Ewunita (Swimming) und Morze do uitro
- 2020: Sehnsucht in Ewigkeit
- 2020: Kosmos Wolnosc Friedens Synfonia 1 Cym Jestes?
- 2025: Cosmos Freedom Synfonia 1 - Live Withe Album Who are You